# Häxprocessen i Salzburg

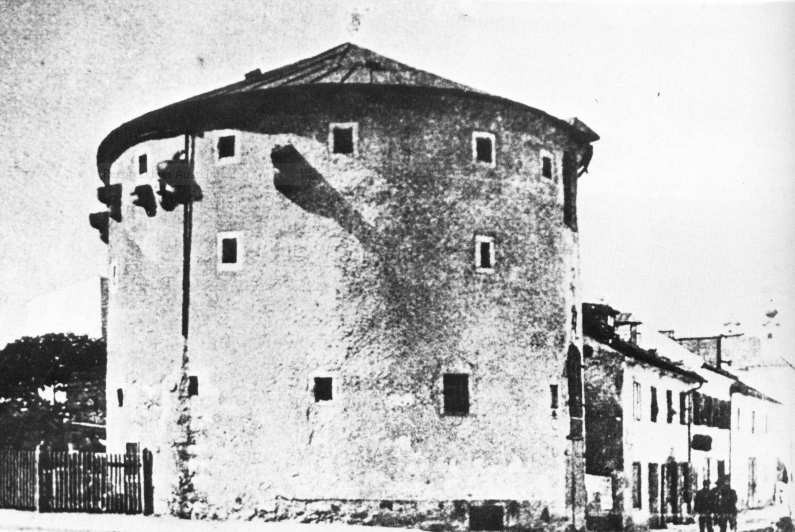
Hexenturm (1926)

Häxprocessen i Salzburg var en häxprocess som ägde rum i Salzburg i Österrike mellan 1675 och 1690. Den var även känd som Zauberbubenprozesse ('trolldomspojkarnas process'). Den ledde till avrättningen av 139 personer, och var den kanske största och mest berömda häxprocessen i Österrike. Det var en ovanlig häxprocess av denna storlek, då majoriteten av dess dömda var av manligt kön, ofta tiggarpojkar i Salzburg. 

## Historik
År 1675 arresterades Barbara Kollerin (eller Koller) i Salzburg för tiggeri och trolldom tillsammans med Paul Kalthenpacher. Under tortyr uppgav hon att hennes son Paul Jacob Koller, som var son till en bödels assistent, hade slutit en pakt med Satan, och att hon hade lärt honom tiggeri, stöld och trolldom. Hon avrättades i augusti 1675, och myndigheterna efterlyste hennes son, som blev känd som "magikern Jackl". 
Häxförföljelserna i Salzburg cirkulerade kring myndigheternas jakt på Jacob Koller, som fick mytiska proportioner och utmålades som ledare av stadens tiggarpojkar som han lett till Satan. 1677 greps tiggarpojken Dionysos Feldner, som utpekade Koller som ledare för stadens tiggarpojkar. En hysteri utbröt om att tiggarna var i förbund med Satan, och häxjakten utvecklades till en jakt och utrotande av tiggare och kriminella i staden och dess omgivningar. 
139 personer avrättades under årens gång: 39 var barn mellan 10 och 14 år; 53 var tonåringar och unga vuxna mellan 15 och 21; 113 var av manligt kön; alla utom två var tiggare. De flesta, 109 av 139, avrättades mellan 1675 och 1681, men avrättningarna fortsatte fram till 1690. 